# Копринено растение
Коприненото растение (Asclepias curassavica), популярно още като „тропически млечок“ и „асклепий“, е вид цъфтящо храстовидно многогодишно растение, представител на рода Асклепиас (Asclepias).

## Етимология
Растението е кръстено на гръцкия лечител Асклепий от Карл Линей, заради лечебните свойства на някои видове.

## Описание
Срещат се многогодишни листопадни и вечнозелени разновидности на коприненото растение.
Достига до 180 cm височина и има светлосиви стъбла. Листата са тънки и заострени, с дължина около 12 – 15 cm, разположени срещуположно на стъблото. В горната си част са тъмно зелени, а в долната са сиво-зелени.
Най-често цъфти от лятото до есента (някои видове целогодишно). Цветовете са съчетани в 5 червено-оранжеви венчелистчета извити надолу, и 5 жълти месести придатъка в центъра на цвета извити на горе. Цветчетата са събрани от 5 до 10, с чадъровидна форма. Цветовете са събрани обикновено във връхни чадърчета, чашката е петразделна, венчето е петразделно, правилно, често със завити краища. Има придатъчно венче от пет отделни месести придатъка със скрити в тях прашинки. Много видове се отличават с ярка окраска на цветовете, която варира от алена, розова, жълта, оранжева до тъмно червена.
Плодовете са вретеновидни фоликули с кафяви яйцевидни 6 – 7 милиметрови семена с копринени власинки, които им позволяват да се носят по въздушните течения, когато шушулката се разпука и ги освободи.
При нараняване на стъблото или листата пуска млечен сок, който е отровен и при съприкосновение с очите може да им причини сериозно увреждане.

## Разпространение
Видът е широко разпространен от южната част на Северна Америка, през Централна Америка до Южна Америка. Внесено и разпространено е и в Китай и Тайван. Обича директната слънчева светлина и свежия въздух, но не и вятър.

## Приложение
Култивирани са няколко сорта с подобрени ярки цветове. Отглежда се като декоративно градинско растение, за резници и като източник на храна за пеперуди. Привлича пеперуди представители на подсемейство Danainae, като монарх и кралица. Цветът отделя много голямо количество нектар. От 1 дка се получава от 46 до 71 kg мед. Северноамериканските индианци са го ценели и като билка.